# Peter Kothe

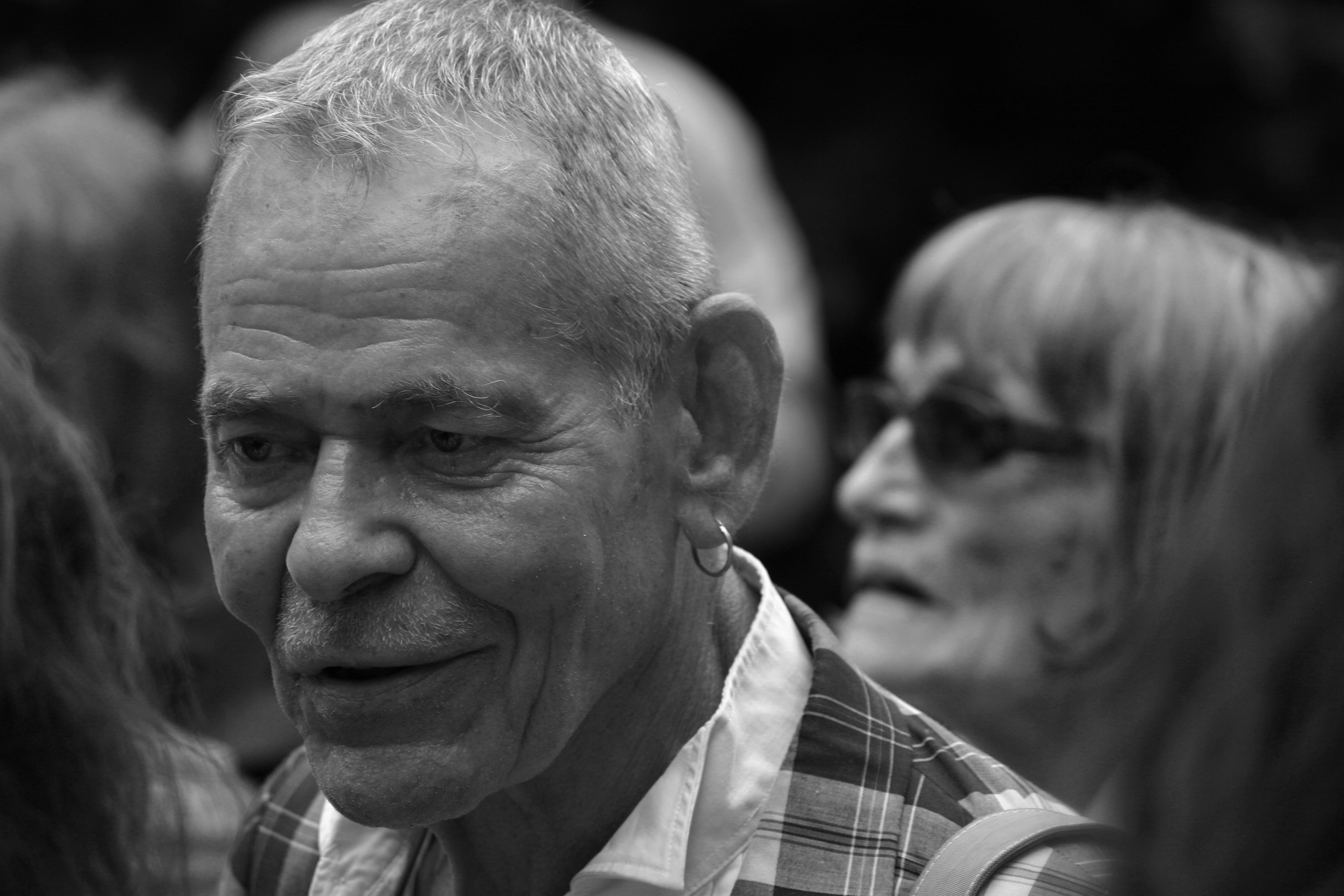
Peter Kothe, 2012

Peter Kothe (* 8. Juli 1939 in Ströbitz; † 23. August 2015 in Berlin) war ein deutscher Bühnenbildner und Buchillustrator, der neben seinen Bühnenbildern an zahlreichen deutschen Theatern auch durch seine künstlerischen Beiträge zu Filmen von Rosa von Praunheim international bekannt wurde.

## Leben
Nach bestandenem Abitur studierte Peter Kothe zunächst Architektur an der Hochschule für bildende und angewandte Kunst Berlin, wo zu seinen Lehrern Selman Selmanagić gehörte. Nach erfolgreicher Diplomprüfung 1962 arbeitete er zunächst als Quereinsteiger als Bühnenbildner beim Fernsehen der DDR. Es folgten weitere Engagements an Theatern der DDR, so ab 1977 am Kleist-Theater Frankfurt (Oder), am Elbe-Elster-Theater in Wittenberg und beim Magdeburger Kabarett Die Kugelblitze. 
In einem Brief an die Regierung der DDR vom 29. Oktober 1976 beantragte Peter Kothe, zur Erweiterung seines künstlerischen Horizontes, „in jedes Land der Erde reisen zu dürfen“, was abschlägig beschieden wurde. Am 22. Oktober 1984 wurde er ausgebürgert. 
Von 1985 bis 1988 arbeitete er an den Städtischen Bühnen Bielefeldt. 1988 zog Peter Kothe zurück nach Berlin, wo er seitdem in der Winterfeldtstraße wohnte. Fortan arbeitete er wiederholt mit Rosa von Praunheim zusammen. So war er 1999 bei der Produktion des  Films Ich bin meine eigene Frau und 1999 Der Einstein des Sex für Kostüme und Ausstattung verantwortlich. 
Nach seinem Tod 2015 übergab der Lebensgefährte von Peter Kothe den künstlerischen Nachlass dem Schwulen Museum Berlin.

## Buchillustrationen
- 1970 Susanne Dancker: Micha und Mischka, Verlag Rudolf Forkel KG, Pößneck